# Gússevo
Gússevo (en rus: Гусево) és un poble de l'óblast de Nóvgorod, a Rússia, segons el cens del 2010 tenia 7 habitants.